# 東山霊園 (郡山市)
東山霊園（ひがしやまれいえん）は、福島県郡山市南東部の丘陵地域にある市営墓地。

## 概要
郡山市田村町小川字ヤシウリにある市営墓地。1,006,000平方メートルもの敷地内に17,434区画の墓所がある。
また、都市公園（特殊公園）としての機能も持っており、園内を一周できる環状道路や展望台、平和記念塔（仏舎利塔）、日本庭園がある他、6種類1,600本の桜がある桜の名所でもある。

## 沿革
- 1968年（昭和43年） - 用地として100ヘクタールの土地を買収
- 1969年（昭和44年） - 建設に着手、その後、2002年（平成14年）度までに16,700区画の墓所を造成
- 1976年（昭和51年） - 郡山市佛教会を中心とした市民の浄財によって、平和記念塔（仏舎利塔）を建設[4][5]
- 2008年（平成20年） - 未利用地の再整備開始、翌年までに404区画の墓所を整備
- 2015年（平成27年） - 合葬墓を整備

## 主な施設
- 管理事務所
- 合葬墓 - 全員が一か所にまとめて埋葬される墓で、使用権の継承者なしで使用し続けることが可能
- 緑の広場 - 子供用の遊具等を設置
- 日本庭園
- 展望台
- 平和記念塔 - 仏舎利塔

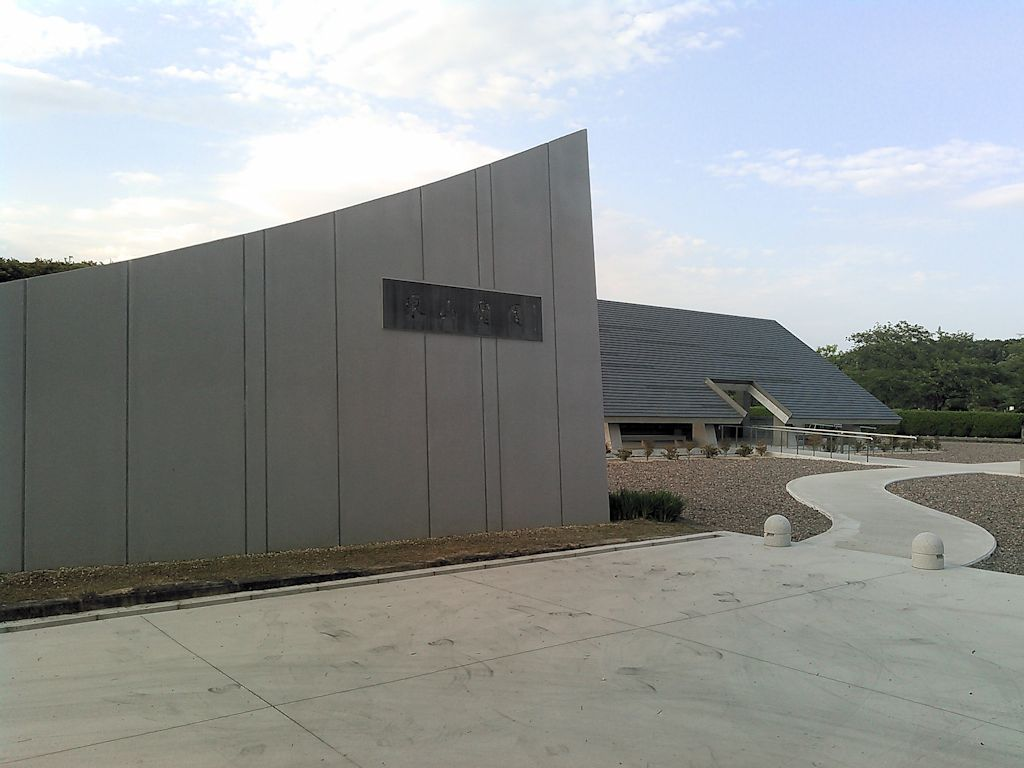
モニュメントと合葬墓
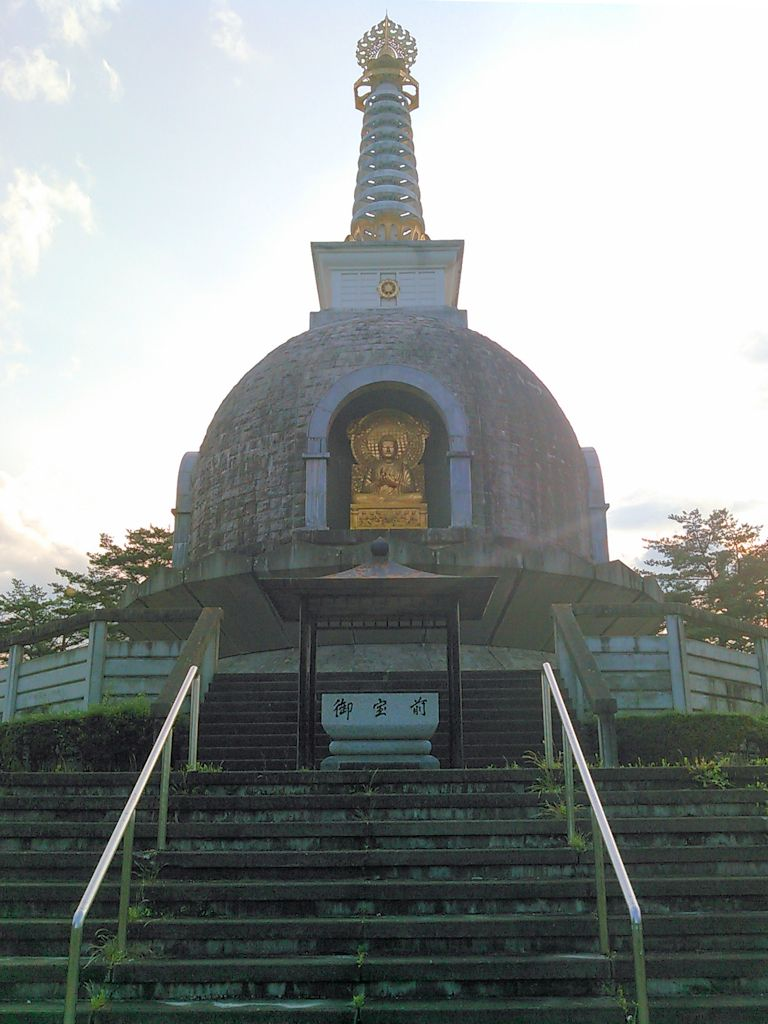
平和記念塔（仏舎利塔）
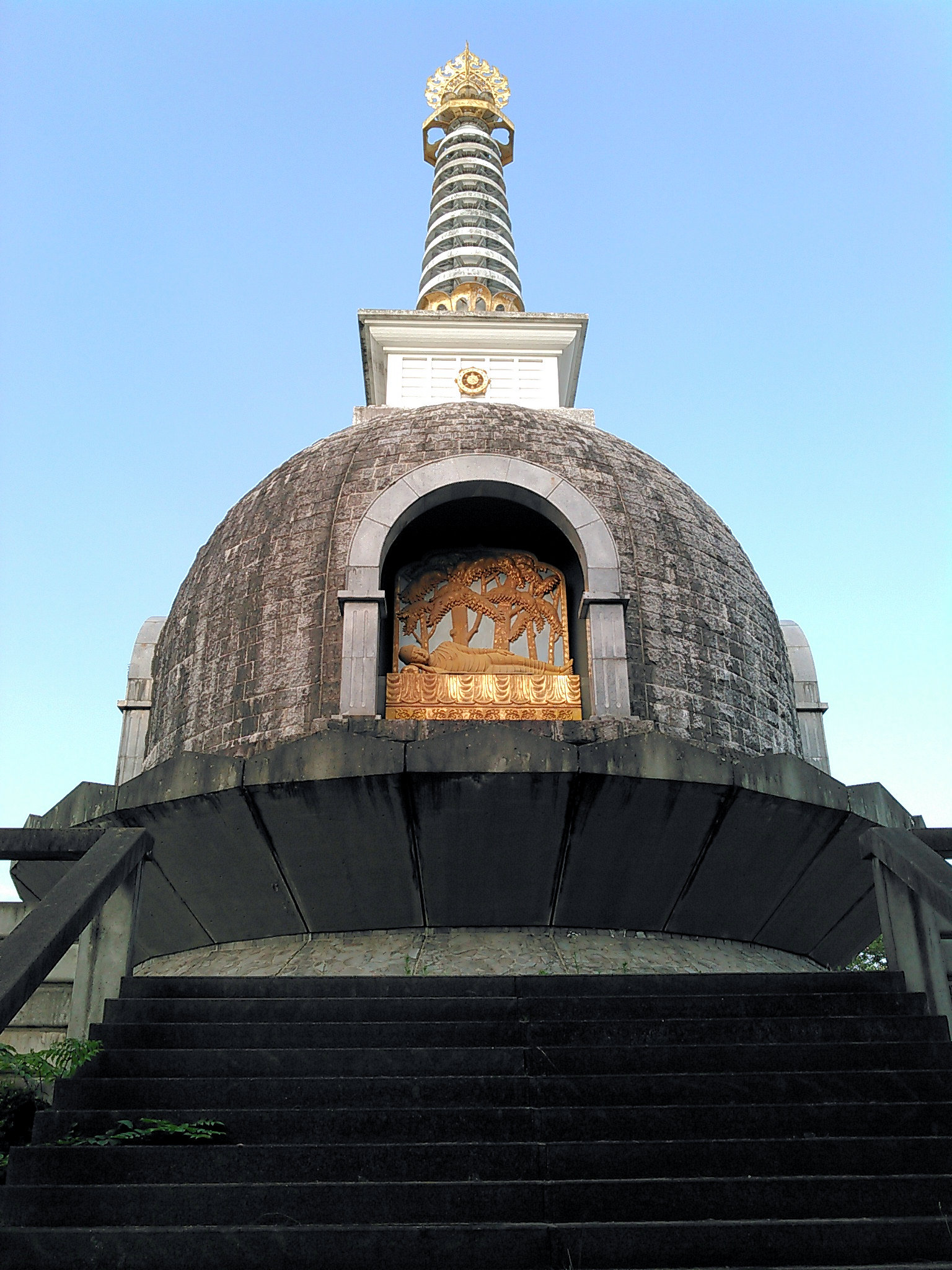
平和記念塔 裏側
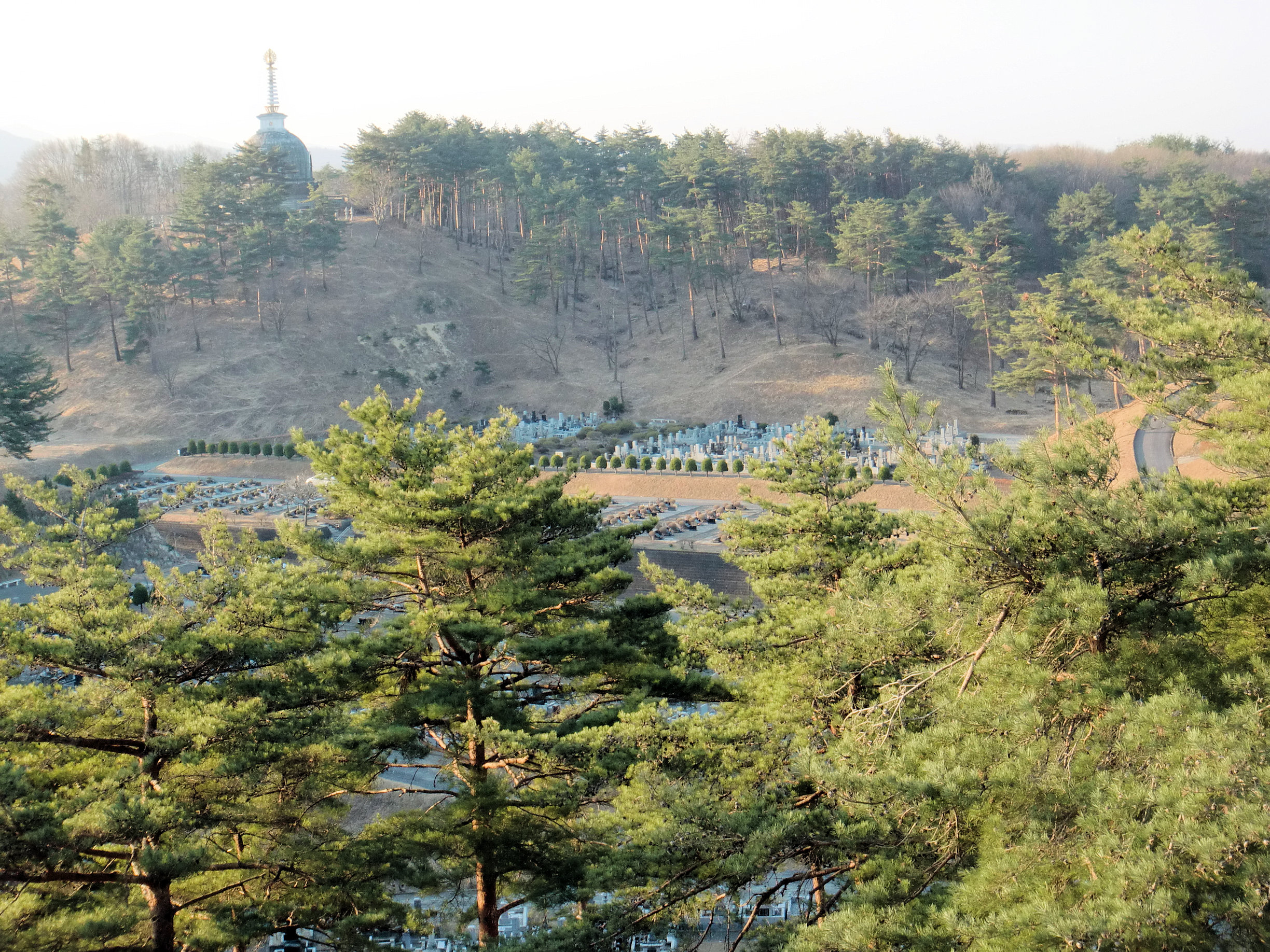
展望台付近から記念塔方向

## 近隣の施設
- 郡山市東山悠苑 - 市営の火葬場
- ふるさとの森スポーツパーク - 野球場や体育館等からなる市営のスポーツ施設
- 石徳会館 - 無料休憩所や法事用の貸しスペースからなる民間の施設
- プチ・ファミーユ - ペット用の葬儀場や霊園、ドッグランなどからなる民間の施設
- 仁井田本家 - 近くに立地する酒造会社

## アクセス
- バス（JR郡山駅より福島交通）
  - JR郡山駅西口2番バス乗り場より「新国道経由東山霊園」行→「東山霊園」下車（所要時間約30分）
  - お盆・お彼岸時には、臨時便あり

- 乗用車
  - JR郡山駅前より福島県道65号小野郡山線、福島県道54号須賀川三春線を経由して約9km（所要時間約20分）